# ヴィシュヴァース・ラーオ

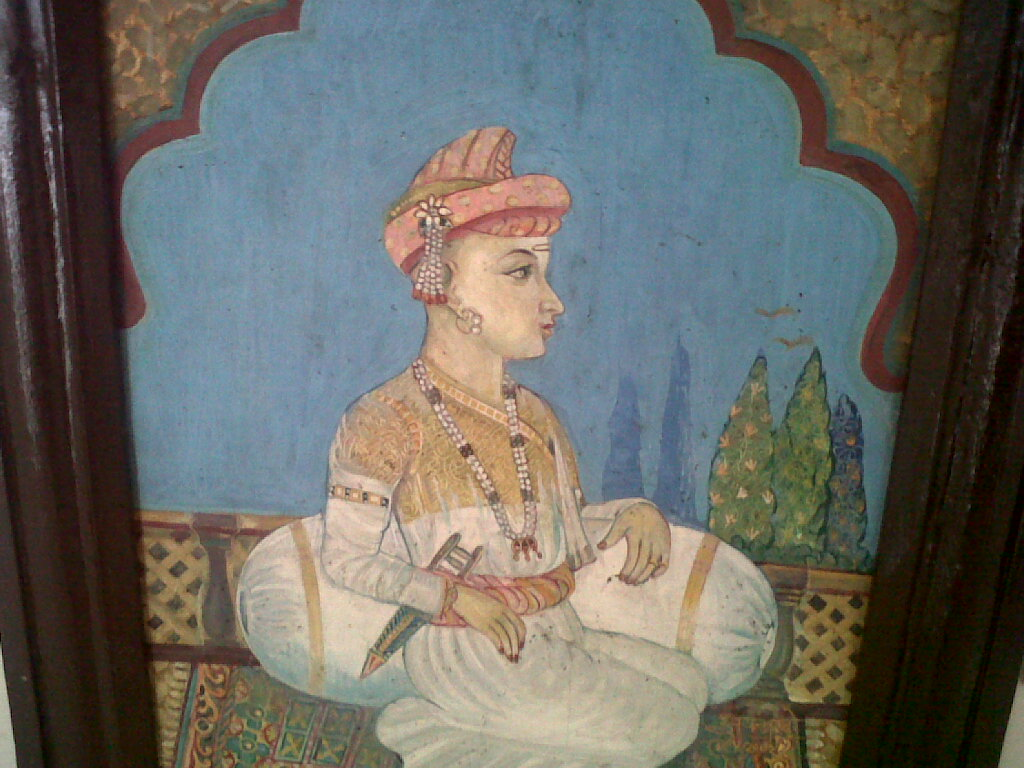
ヴィシュヴァース・ラーオ

ヴィシュヴァース・ラーオ（英語：Vishvas Rao, 1741年3月7日 - 1761年1月14日）は、インドのデカン地方、マラーター王国の宰相バーラージー・バージー・ラーオの息子。同国宰相マーダヴ・ラーオ及びナーラーヤン・ラーオの兄でもある。

## 生涯
1741年3月7日、マラーター王国宰相バーラージー・バージー・ラーオとその妃ゴーピカー・バーイーの息子として生まれる。
バーラージー・バージー・ラーオの後継であり、1760年にはアフガン軍に対する討伐軍の総大将として、サダーシヴ・ラーオ・バーウらとともに北インドへと向かった。
1761年1月14日、第三次パーニーパットの戦いでほかの武将とともに戦死した。